# 平井美奈子
平井 美奈子（ひらい みなこ、1902年（明治35年）3月31日 - 2004年（平成16年）3月3日）は、日本の声楽家（ソプラノ）、歌手、童謡歌手、音楽教育者。
旧姓：早川（はやかわ）

## 経歴
実業家、早川鉄冶の子として東京に生まれる。6歳から山田流箏曲を山木派の須藤春賀に学ぶ。1919年（大正8年）青山女学院卒業。東京音楽学校（現在の東京芸術大学音楽学部）でハンカ・シェルデルップ・ペツォルトとマルガレーテ・ネトケ＝レーヴェに師事し、1923年（大正12年）同校本科声楽部卒業。1925年（大正14年）同校研究科声楽部修了。1925年8月函館市で本居長世・みどり・貴美子、吉田晴風、早川美奈子による演奏。1927年（昭和2年）10月日本初のプロ合唱団「ヴォーカル・フォア合唱団」創立（主宰者は松平里子。顧問は伊庭孝、近衛秀麿。発足メンバーは松平のほか、田谷力三、佐藤美子、内田栄一。のちに平井、下八川圭祐、城多文兵衛、古関裕而・古関金子夫妻等の外合唱団員多数を擁した）。法政大学音楽部創立メンバーでヴァイオリニストの平井誠（ひらい ただし）と結婚。1929年（昭和4年）10月日本青年館にて東京帝国大学経友会創立十周年記念演奏会に出演、シベリウス『秋の夕べ』を歌う。1930年（昭和5年）2月武蔵野音楽学校創立一週年記念大音楽会（日本青年館）で四重唱を演奏（平井、澤智子、木下保、徳山璉）。1931年（昭和6年）日比谷公園新音楽堂にて法政大学航空部訪欧飛行出発式に出演し『離陸の歌（佐藤春夫作詩）』歌劇『ミニヨン』のポロネーズ（トマ作曲）を独唱。同年、松平の渡欧後、平井は内田栄一らとヴォーカルフォアを運営した。1932年（昭和7年）11月日比谷公会堂にてヴォーカルフォア『リゴレット』公演（平井はジルダ役）。1933年（昭和8年）函館市で内田栄一、南部タカネ、平井美奈子による演奏。1936年（昭和11年）3月日比谷公会堂にてガブリエル・フォーレ作曲『鎮魂彌撒曲』日本初演（合唱員200名：ホワイト合唱団、東京オラトリオ協会、ルナ・オリオンコール、ヴォーカル・フォア、津川主一（オルガン）、ジェームス・ダン（ピアノ）平井美奈子（ソプラノ）、太田黒養二（テノール）、内田栄一（バリトン）、弘田龍太郎（指揮）。ヴォーカルフォアは他にも主にオペラの研究並びに紹介をなし、ヴェルディ『椿姫』マスカーニ『カヴァレリア・ルスティカーナ』などの自主公演を開催、のちには藤原義江が主宰する藤原歌劇団や1940年（昭和15年）の山田耕筰『夜明け』（のちの『黒船』）初演への出演など、戦前のオペラ活動に大きな足跡を残している。内田栄一や平井などのメンバーはその後、声楽家として「国民歌」の録音や指導を行い、戦時期の「うた」の広がりに寄与していた。1941年[昭和16年）日比谷公会堂にて東京市民音楽院大音楽会に出演（指揮：辻順治、出演：奥田良三・伊藤武雄・内田栄一・平井美奈子・石井亀次郎・北村英男ほか）。
教育者としては、戦前に中央音楽学校で声楽教師を務め、蔡奎燁（別名：長谷川一郎、佐伯周二）を指導。1942年（昭和17年）4月当時、東京女子高等師範学校教授。戦後は上野学園大学教授。1966年（昭和41年）音楽教育者の福田靖子、作曲家の柏木俊夫、声楽家の森敏孝、マリンバ奏者の安部圭子ら数人の友人たちとともに「東京音楽研究会」を結成（会長：木下保）。東京学芸大学名誉教授、上野学園大学名誉教授。1974年勲三等瑞宝章受章。
2004年（平成16年）3月3日永眠。101歳没。

## 親族
夫の平井誠は末延三次の実弟で、法政大学卒、川崎信託勤務。

## 著書
- 楽聖物語[2] 実業之日本社 1939年（昭和14年）[19]

## 主な録音
- ロッシーニ『セヴィリアの理髪師』イタリア語歌唱 （ニッポノホン、ピアノ：榊原直） 1924年（大正13年）[4]※レコードデビュー[4][16]
- 童謡：ケンケン小雉 葛原しげる（作詞）、小松耕輔（作曲）、早川美奈子 （ニッポノホン、商品番号 : 16406、1927-03）[20]
- 童謡：お月さんと遊ぼう 葛原しげる（作詞）、小松耕輔（作曲）、早川美奈子 （ニッポノホン、商品番号 : 16406、1927-03）[20]
- 童謡：川のあぶく 葛原しげる（作詞）、小松耕輔（作曲）、早川美奈子 （ニッポノホン、商品番号 : 16406、1927-03）[20]
- 童謡：柳のブランコ 葛原しげる（作詞）、小松耕輔（作曲）、早川美奈子 （ニッポノホン、商品番号 : 16406、1927-03）[20]
- 童謡：ケンケン小雉 葛原慈（作詞）、小松耕輔（作曲）、早川美奈子 （コロムビア（戦前）、商品番号 : 25181、1928）[20]
- 童謡：お月さんと遊ぼう 葛原慈（作詞）、小松耕輔（作曲）、早川美奈子 （コロムビア（戦前）、商品番号 : 25181、1928）[20]
- 童謡：川のあぶく 葛原慈（作詞）、小松耕輔（作曲）、早川美奈子 （コロムビア（戦前）、商品番号 : 25181、1928）[20]
- 童謡：柳のブランコ 葛原慈（作詞）、小松耕輔（作曲）、早川美奈子 （コロムビア（戦前）、商品番号 : 25181、1928）[20]
- 有憂華の唄（映画主題歌[16]）サトウハチロー（作詞）、蒲田音楽部（作曲）、平井美奈子、日本ポリドール・ダンス・オーケストラ （ポリドール、商品番号 : S6、1931-4）[21]
- 夢見る丘の鈴蘭 長田幹彦（作詞）、橋本國彦（作曲）、橋本國彦（編曲）、平井美奈子、江藤柏次郎（ピアノ）、橋本國彦（ヴァイオリン） （ビクター、商品番号 : 51660、1931-04）[21]
- 土を打てば 田辺恵造（作詞）、福田蘭童（作曲）、平井美奈子 （キング、商品番号 : K21、1931-04）[21]
- 母 青山晃明（作詞）、成田為三（作曲）、平井美奈子 （キング、商品番号 : K33、1931-05）[21]
- 一粒の麦 賀川豊彦（作詞）、津川主一（作曲）、平井美奈子 （キング、商品番号 : K44、1931-06）[21]
- 近代結婚風景 福田蘭童（作詞）、福田蘭童（作曲）、平井美奈子 （キング、商品番号 : K47、1931-06）[21]
- 夫婦愛の唄 福田蘭童（作詞）、福田蘭童（作曲）、平井美奈子 （キング、商品番号 : K47、1931-06）[22]
- 子守唄 堀内敬三（訳詞）、トスティ（作曲）、帝国ホテル管弦楽団 （オデオンレコード、1931年（昭和6年）6月）[23]
- うたせ船 藤本浩一（作詞）、小松平五郎（作曲）、平井美奈子 （キング、商品番号 : K62、1931-07）[21]
- 海の行進曲 恩田幸夫（作詞）、福田蘭童（作曲）、平井美奈子 （キング、商品番号 : K63、1931-07）[21]
- 火の翼（子守編） 加藤武雄（作詞）、杉山長谷夫（作曲）、平井美奈子 （キング、商品番号 : K64、1931-07）[21]
- 幸の角笛 葛原しげる（作詞）、杉山長谷夫（作曲）、平井美奈子 （キング、商品番号 : K65、1931-07）[21]
- 四季頌歌 川井松栄（作詞）、杉山長谷夫（作曲）、平井美奈子 （キング、商品番号 : K71、1931-07）[21]
- 鉄の花輪（われは昔のわれならず）帝キネ映画「鉄の花輪」主題歌 サトウハチロー（作詞）、杉山長谷夫（作曲）、平井美奈子 （キング、商品番号 : K93、1931-09）[21]
- （舞踊曲）秋のみのり（上・下） 荒川清（作詞）、杉山長谷夫（作曲）、平井美奈子（独唱）、山田道夫（男声）、立石喬子（女声） （キング、商品番号 : K102、1931-10）[21]
- 流行歌：蒙古の唄 川島芳子（作詞）、杉山長谷夫（作曲）、杉山長谷夫（編曲）、川島芳子、平井美奈子 （コロムビア（戦前）、商品番号 : 27544、1933-09）[21]
- 日本クリスタルレコード 幻のジャズ・ポピュラー全集－1935－『メリイ・ウイドウ・ワルツ』平井美奈子ほか CD[24]

## 放送
- 国民歌謡『白すみれ』薄田泣菫（作詞）、小田進吾（作曲）、平井美奈子 1937年（昭和12年）1月11日放送[25]